# Isla Papegaaien
Isla Papegaaien (en neerlandés: Papegaaien Eiland; que literalmente significa en español: «Isla de los Loros» ó «Isla de los Papagayos» ) es una isla del país suramericano de Surinam, en la desembocadura del río Corantijn, que administrativamente depende del ressort de Westelijke Polders que a su vez pertenece al Distrito de Nickerie, este último fronterizo con Guyana.